# Boaco
Boaco es un municipio y una ciudad de la República  de Nicaragua, cabecera del departamento de Boaco, a esta se le denomina la "Ciudad de Dos Pisos". Se encuentra ubicado a una distancia de 88 kilómetros de la capital de Managua.

## Toponimia
El nombre de Boaco tiene sus raíces en las lenguas nativas zumo y azteca. Está compuesto por dos palabras; Boa o Boaj (“Encantadores”) y el sufijo O (“lugar” o “pueblo”). En otras palabras, Boaco significa (“Lugar o Pueblo de los Encantadores”).

## Geografía
La ciudad está rodeada de montañas y se encuentra situada en una meseta, desarrollándose la parte nueva en las laderas de la meseta y en valles existentes.
- Altitud: 360 m s. n. m.[2]
- Superficie: 1,087 km²
- Latitud: 12° 28′ 0″ N
- Longitud: 85° 40′ 0″ O

### Límites
Limita al norte con los municipios de Esquipulas, Matiguás y Muy Muy, al sur con los municipios de Camoapa y San Lorenzo, al este con los municipios de Camoapa y Matiguás y al oeste con los municipios de San José de los Remates y Santa Lucía.

## Historia
Boaco es una de las muchas comunidades nativas americanas que ya existían en el momento de la conquista española de Nicaragua. Con la ayuda del cacique de Tipitapa, Boaco fue visitado en 1529 por el capitán Andrés Garabito para buscar oro. Con el tiempo, Boaco se incorporó a la colonia española y Boaco figura en el registro de impuestos desde 1581.
El Antiguo Boaco o Boaco Viejo estaba ubicado al este de la actual ciudad homónima. No quedan vestigios de la antigua población. Fue fundada por colonos españoles que emigraron de la actual Guatemala. En 1749, los indios zambos, caribes y mosquitos alentados por los colonos británicos en la costa atlántica de Nicaragua, asaltaron Boaco Viejo. Destruyeron la ciudad. Los pocos que sobrevivieron a la masacre huyeron hacia el oeste y fundaron el nuevo pueblo de Boaco (ahora conocido como Boaquito) (“pequeño Boaco”) cerca del río Malacatoya. Entre 1752 y 1772, la población de lo que se llamó Boaquito se trasladó a un terreno más alto, donde hoy se encuentra la ciudad de Boaco, principalmente debido a las enfermedades endémicas y las inundaciones que regularmente ocurrían en las tierras bajas durante la época de lluvias.
Boaco fue elevado en 1876 de pueblo a rango de villa, y en 1895 de villa a rango de ciudad.
La ciudad de Boaco fue tradicionalmente parte del departamento de Chontales. El 4 de febrero de 1910, el gobierno de José Madriz estableció el departamento de Jerez con la ciudad de Boaco como capital. Sin embargo, el gobierno conservador revocó esa ley. No fue hasta el 18 de julio de 1935 que el gobierno de Juan Bautista Sacasa creó el departamento de Boaco, incorporando los municipios de Boaco, Camoapa, San José de los Remates, San Lorenzo, Santa Lucía y Teustepe. Boaco fue designada cabecera del departamento.

## Demografía
Boaco tiene una población actual de 63,906 habitantes. De la población total, el 48.9% son hombres y el 51.1% son mujeres. Casi el 41.3% de la población vive en la zona urbana.

## Clima
Boaco tiene un clima diverso que va de un bosque tropical hasta el de pastizales tropicales con árboles dispersos. La temperatura media oscila entre 27 y 30 °C en verano y 18 °C en diciembre. La precipitación anual entre 1200 a 2000 mm.

## Economía
Boaco es el centro económico de las tierras agrícolas y ganaderas de la región. La ciudad ha jugado un papel importante en la economía de Nicaragua, proporcionando productos pecuarios (carne vacuna, lácteos) al resto del país, así como exportando a otros países.
Con la ayuda de nuevas carreteras pavimentadas, los negocios de la capital del país, Managua, llegaron a Boaco y estimularon la economía local. Boaco ahora tiene casinos, bancos, gasolineras y sus primeros semáforos instalados.
La fuerza laboral es aproximadamente el 40% de la población de Boaco, alrededor de veintitrés mil, con una tasa de desempleo del 13%.

## Infraestructura

### Transporte
Tanto carreteras pavimentadas como sin pavimentar conectan a Boaco con otras ciudades importantes del país. El transporte público está disponible para Managua y otros lugares dentro y fuera del departamento.

### Telcomunicaciones
Las telecomunicaciones son supervisadas por la Empresa Nicaragüense de Telecomunicaciones (ENITEL), que atiende a 1,326 personas en la ciudad de Boaco.
Los teléfonos móviles son utilizados con frecuencia por la población. Claro y Tigo son las dos empresas de telefonía que brindan servicios de telefonía móvil en la zona.

#### Medios de comunicación
BoacoVisión es el canal de televisión por cable local. Hay varias estaciones de radio local que transmite en FM.

## Cultura
Boaco tiene una biblioteca pública, Fernando Buitrago Morales, fundada después de la Revolución Sandinista por Flavio César Tijerino y un grupo de jóvenes estudiantes, entre ellos Ricardo Sequeira, sus hijas Melba y Velleda Tijerino, Humberto Rivas y Marlene Sotelo. La biblioteca tenía una colección inicial de 500 libros. Más tarde ese mismo año, la biblioteca pasó a formar parte de la recién fundada Red de Bibliotecas Públicas, que fue organizada y coordinada por el Departamento de Cultura. Con el apoyo nacional e internacional de gobiernos, organizaciones y particulares, hoy la biblioteca pública de Boaco cuenta con una colección de más de ocho mil libros.
Boaco tiene varios museos: el Museo de Antropología de Boaco, el Museo Municipal de Arturo Javier Suárez Miranda y un museo privado propiedad de Armando Incer Barquero.

### Literatura y artes
Hernán Robleto (novelista) y Fernando Buitrago Morales (poeta, novelista e historiador) fueron las primeras figuras de la literatura de Boaco. Boaco fue el pueblo natal de varios poetas y artistas como Armando Incer Barquero, Dr. Moisés Sotelo Castillo, Luis Rocha, Flavio César Tijerino (poeta y escritor) y otros en el intelectual Grupo U desde 1958. En los últimos años Lázaro Díaz, Francisco Javier León Valdez y otros han formado el Grupo Macuta. Entre sus artistas más famosos: el pintor Armando Morales Sequeira, quien actualmente reside en París, Francia Mariadilia Martínez Caracas y el pintor y artista primitivista Julito Sequeira, en la música destaca el Maestro Mario Rocha como cantante lírico y compositor quien a la fecha ha compuesto importantes obras como la ópera El Lobo y el Santo, basado en el poema de Rubén Darío Los motivos del lobo, La Misa de la Misericordia de Dios, Grito de Libertad, Heroínas, entre otras, igualmente, el Maestro Rocha tiene una producción discográfica (Mi Bocaco y más) dedicada a Boaco.

## Festividades
Las festividades locales en honor al patrón de la ciudad, Santiago Apóstol comienzan el 25 de julio. El aspecto más tradicional y folclórico de esta celebración son Los Bailantes, grupo de campesinos que cada año se presenta, de generación en generación desde el siglo XVII, en honor al patrón de Boaco.

## Misceláneas
- La ciudad es famosa por su queso, sus sillas de montar y sus botas de cuero.
- Fue elevada a ciudad el 4 de marzo de 1895.
- Es cabecera del departamento de Boaco desde su creación en 1935.
- Cuenta con dos centros de salud y un hospital regional donado por el gobierno de Japón.
- Cuenta con dos terminales, la de arriba (salen buses a Managua) y la de abajo (salen a las comunidades).
- Cuenta con tres parques: el de arriba, el de abajo (parquecito) y el del barrio Jorge Martínez.